# Елмас Мехмед-паша
Елмас Мехмед-паша (тур. Elmas Mehmed Paşa; 1661.–1697) је био велики везир Османског царства у периоду од 1695. до 1697. за време владавине султана Ахмеда другог. Сматра се да се епитет његовог имена Елмас у значењу "дијамант" односи на згодан изглед. Као војсковођа поражен је и убијен на обали Тисе у Бачкој, од стране војске принца Еугена Савојског у бици код Сенте.

## Биографија
Рођен је у турском градићу Догањарт (тур. Doğanyurt) у северној покрајини Кастамон данашње Турске. Отац му је био поморски капетан. Почео је да ради на царском двору по личном захтеву султана Мехмеда IV. и био међу реткима који су тако млади постали високи функционери царства. У времену владавине султана Мустафе другог 1688. године био је унапређен у нишанџију (чувара царског печата), а у 1689. години постаје везир (функција министра).
Царство се у овом периоду суочувало са низом војних пораза током Великог турског похода, почевши од неуспеле опсаде Беча 1683. године. Након погубљења паше Кара Мустафе, настао је период честих промена великих везира — само у периоду 1683.–1695 сменило се једанаест ових Османских премијера. Елмас Мехмед-паша је изабран за великог везира 2. маја 1695. од стране султана Мустафе другог лично. Био је успешнији од претходника, и заједно са султаном извојевао две победе над Хабзбуршким царством — у биткама код Лугоша (данашња Румунија) 1695. и код Хетина (данашња Србија) 1696.
Осим војне делатности, Елмас паша се заложио и за монетарну реформу, пошто је у то време велик проблем Османлијског царства била девалвација монете. Мехмед је сабирао разне кованице (укључујући и европских монета) и ковао нови златни и сребрни новац у име Мустафе другог.

## Битка код Сенте и погибија
На почетку Битке код Сенте 11. септембра 1697. хабзбуршка војска је у јуришу на истурену турску коњицу заробила османлијског официра из Мехмед-пашиног штаба. Командант хабзбуршке војске, принц Еуген Савојски сазнавши од њега за борбене детаље и припрему напада османија на левој страни Тисе, наредио је јуриш на турску војску у стратешком моменту њиховог прелажења реке. Мехмед-паша је покушао да организује дисциплиновано повлачење успаничене војске, при чему је дошао у конфронтацију са њом и на крају страдао од руке сопствених војника, који су га задавили. Сам султан је преко Темишвара побегао за Истанбул, а две године након овог пораза 26. јануара 1699. турци су били приморани да потпишу Карловачки мир, према којем су изгубили власт над Краљевином Угарском.